# Église Notre-Dame de Saponay
L'église Notre-Dame est une église située à Saponay, en France.

## Description
Église datant des XIIe et XVIe siècles.

## Localisation
L'église est située sur la commune de Saponay, dans le département de l'Aisne.

## Historique
Le monument est classé au titre des monuments historiques en 1919.